# Volodymyr (Moroz)
Volodymyr (světským jménem: Viorel Lazarovyč Moroz; * 15. srpna 1959, Molodija) je ukrajinský duchovní Ukrajinské pravoslavné církve Moskevského patriarchátu, metropolita počajivský a vikář kyjevské eparchie.

## Život
Narodil se 15. srpna 1959 ve vesnici Molodija Černovické oblasti.
Po střední škole sloužil od roku 1977 v řadách Sovětské armády. Od roku 1979 byl vedoucím skladů černovické eparchie.
Roku 1981 byl zapsán mezi bratry Počajivské lávry. Následující rok byl postřižen na rjasofora a roku 1983 na monacha se jménem Volodymyr. Stejného roku byl rukopoložen na hierodiakona a roku 1984 na jeromonacha.
Roku 1988 dokončil dálkové studium na Moskevském duchovním semináři. Roku 1989 byl povýšen na igumena a stal se sakristánem lávry.
Dne 5. srpna 1990 mu byl udělen náprsní kříž s ozdobami.
Od roku 1991 patřil do kléru černovické eparchie. Zde byl jmenován představeným Monastýr Jana Bohoslova ve vesnici Chreščatyk.
Dne 7. července 1992 byl povýšen na archimandritu.
Dne 28. září 1992 byl převeden do Počajivské lávry, kde působil jako regent chóru a jako ekonom.
Dne 27. července 1996 byl jmenován představeným lávry.
Dne 22. listopadu 2000 jej Svatý synod Ukrajinské pravoslavné církve zvolil biskupem počajivským a vikářem kyjevské eparchie. Dne 3. prosince 2000 proběhla jeho biskupská chirotonie.
Dne 9. července 2006 byl povýšen na arcibiskupa a 24. března 2012 na metropolitu.